# Basaburua Barrena

Comarque de Leitzaldea

Basaburua Barrena est le septième groupement municipal de la zone nord-ouest dans la comarque de Leitzaldea en Navarre (Espagne). 
Il comprend les municipalités de :
- Arano
- Areso
- Goizueta
- Leitza

Araitz est l'autre groupement municipal appartenant à la comarque de Leitzaldea.